# Happy Love
| Recensione              | Giudizio |
| ----------------------- | -------- |
| AllMusic                | [ 2 ]    |
| Dizionario del Pop-Rock | [ 3 ]    |

Happy Love è un album in studio della cantante statunitense Natalie Cole, pubblicato nell'agosto del 1981.

## Tracce

### LP
Lato A
1. You Were Right Girl – 3:16 (Mike Piccirillo, Gary Goetzman)
2. Only Love – 3:44 (Mike Piccirillo, Gary Goetzman)
3. Nothin' But a Fool – 4:20 (Bill Amesbury)
4. The Joke Is On You – 3:22 (Natalie Cole, Eddie Cole)
5. These Eyes – 3:37 (Randy Bachman, Burton Cummings)

Lato B
1. When a Man Loves a Woman – 3:47 (Calvin Lewis, Andrew Wright)
2. I Can't Let Go – 3:07 (Mike Piccirillo, Gary Goetzman)
3. Love and Kisses – 3:43 (Natalie Cole)
4. Across the Nation – 5:16 (Natalie Cole, Mark Davis)

## Musicisti
- Natalie Cole - voce solista, cori di sottofondo
- Mike Piccirillo - chitarre, sintetizzatori, cori di sottofondo
- Chuck Bynum - chitarra acustica (brano: Love and Kisses)
- Bill Cuomo - tastiere
- Eddie Cole - fender rhodes (brano: Love and Kisses)
- Eddie Cole - piano acustico (brano: The Joke Is On You)
- Joel Peskin - sassofono
- Harry Kim - tromba
- Scott Edwards - basso
- "Keni" Burke - basso
- Ed Green - batteria
- Maxine Waters Willard - cori di sottofondo
- Julia Waters Tillman - cori di sottofondo
- Pat Henderson - cori di sottofondo
- Eddie Cole - cori di sottofondo
- Anita Anderson - cori di sottofondo aggiunti (brano: Love and Kisses)
- Sissy Peoples - cori di sottofondo aggiunti (brano: Love and Kisses)
- Laurie Worrell - handclap (brano: Across the Nature)
- Jeff Worrell - handclap (brano: Across the Nature)
- Gary Goetzman - direzione (per la GTP)

Note aggiuntive
- George Tobin - produttore, arrangiamento
- Mike Piccirillo - produttore associato (per la George Tobin Productions, Inc.)
- Richie Griffin - assistente alla produzione
- Kevin Hunter e Varnell Johnson - produttori esecutivi
- Registrazioni (e mixaggio) effettuate allo Studio Sound Recorders di North Hollywood, California, nell'aprile-giugno del 1981
- Howard Wolen e Mark Wolfson - ingegneri delle registrazioni
- John Volaitis - assistente ingegneri delle registrazioni
- Mixaggio di George Tobin e Mike Piccirillo
- Mastering effettuato al Capitol Records Studios di Hollywood, California da John Lemay
- Glen Christensen - art direction e foto copertina album[4]

## Classifica
Album
| Anno | Classifica             | Posizione raggiunta |
| ---- | ---------------------- | ------------------- |
| 1981 | Billboard 200          | 132                 |
| 1981 | Top R&B/Hip-Hop Albums | 37                  |

Singoli
| Anno | Titolo del brano    | Classifica            | Posizione raggiunta |
| ---- | ------------------- | --------------------- | ------------------- |
| 1981 | Nothin' But a Fool  | Hot R&B/Hip-Hop Songs | 34                  |
| 1981 | You Were Right Girl | Hot R&B/Hip-Hop Songs | 35                  |